# Denis Alekseyevich Kolodin
Denis Alekseyevich Kolodin (sinh ngày 11 tháng 1 năm 1982 ở Kamyshin) là một hậu vệ người Nga hiện đang chơi cho Altai Semey và đội tuyển Nga.
Kolodin đã được triệu tập vào đội tuyển Nga ở Euro 2008.

## Câu lạc bộ
Trong suốt sự nghiệp, Kolodin đã chơi cho một số câu lạc bộ của Nga. Anh bắt đầu sự nghiệp ở FC Olimpia Volgograd nơi anh thi đấu trong 2 năm, ghi một con số ấn tượng là 14 bàn trong 66 trận trước khi chuyển sang FC Uralan vào năm 2003. Anh có 44 lần ra sân và ghi 3 bàn. Vào năm 2004 anh chuyển sang Krylia Sovetov, ra sân 39 trận và ghi 2 bàn.
Anh chuyển sang một trong những đội bóng lớn hơn của Nga, Dinamo Moskva vào năm 2005 và ó một quãng thời gian thành công ở đây, ra sân 72 trận và ghi 11 bàn tính đến tháng 6 năm 2008.

## Điểm mạnh
Anh là một trung vệ thường được biết tới với cái tên "khẩu cannon" nhờ vào khả năng sút bóng cực mạnh từ xa, cầu thủ 27 tuổi Denis Kolodin có thể không nổi tiếng cho tới Euro 2008 bởi anh chưa từng tham dự một giải đấu lớn nào. Kolodin bắt đầu sự nghiệp ở vị trí tiền đạo, nhưng sau đó đã lùi xuống là một tiền vệ và cuối cùng là hậu vệ. Kĩ năng sút bóng rất tốt của anh từ xa đã được phát hiện từ khi còn nhỏ khi anh bị kiểm tra về thể lực ở trường học, "Trường học Gazprom".

## Thi đấu quốc tế
Trung vệ này có lần ra mắt đội tuyển vào năm 2004. Từ đó anh đã có 13 lần ra sân cho đội tuyển. (tính tới ngày 21 tháng 7 năm 2008).